# Look No Further
Singles de Dido
Sand in My Shoes Don't Believe in Love
Pistes de Safe Trip Home
It Comes and It Goes Us 2 Little Gods
Look No Further est un titre du troisième album de Dido, Safe Trip Home. Cette douce chanson poétique sur fond de piano, de celesta, d'euphonium, de violons et quelques arrangements est le premier son dévoilé au grand public le 22 août 2008 en téléchargement gratuit sur son site officiel.
Le titre a été téléchargé toutes les 1,2 seconde durant les trois premiers jours. Il fait également office de face B sur le single de Don't Believe in Love